# نادرة ماطر
نادرة ماطر (بالتركية: Nadire Mater)‏ (ولدت في عام 1949 في مدينة سوكه) صحفية وكاتبة تركية. وعقب أن تخرجت نادرة ماطر من أكاديمية الخدمة الإجتماعية توظفت لدى الدولة. وعملت كصحفية منذ عام 1981. وعملت نادرة ماطر في جريدة «العصر الجديد الإقليمي» والتي أصدرت في إزمير وعملت أيضاً في مجلات «نقطة، وتيمبو وأخبار الشارع». وعملت من عام 1991 حتى عام 2000 كمراسلة وممثلة لانتربرس سيرفيس. تعد نادرة ماطر مستشارة ومؤسسة لشبكة الإتصالات المستقلة (bianet.org). وتزوجت نادرة بتيفون ماطر.
حوكمت نادرة ماطر في دعوى قضائية وذلك بسبب الكتاب المسمى «كتاب محمدين». ولكنها بُرأت من ذلك. وفي عام 2000 حازت نادرة ماطر على جائزة ديمقراطية سيرتل. وتُرجم كتابها «كتاب محمدين» إلى اللغة الألمانية، واللغة الإنجليزية، واللغة الفنلندية واللغة اليونانية.
و في عام 2009 قد أصدرت دار نشر ميتس الكتاب المسمى «الشوارع جميلة \ ماذا حدث في 68». وفي عام 2012 قد مُنحت الجائزة الكبرى للخدمة المدنية والتي تُمنح كل عام في 4 ديسمبر لنادرة ماطر وذلك لأنها ناشطة ديمقراطية ومدافعة عن حقوق الإنسان، ولأنها تساهم بشكل كبير في تنمية وسائل الإعلام البديلة بتركيا وو الصحافة القائمة على الحقوق، ولأنها أيضاً عرضت خبرة ومفهوم الصحافة الجديرة بالإجلال في الحياة الصحفية لأكثر من ثلاثين عام. وكانت نادرة ماطر أول سيدة تفوز بهذه الجائزة.

## جوائزها
- جائزة حرية الفكر والتعبير بإتحاد الناشرين بتركيا لعام 2000[1]

## وصلات خارجية
•	مقالات نادرة ماطر في شبكة بيانات
•	كتاب محمد الفاتح – دار نشر ميتس